# Operettenbühne Wien
Die Operettenbühne Wien ist ein österreichisches Tournee-Theater mit Sitz in Wien-Döbling. Zum Repertoire gehörten die klassische Wiener Operette der Goldenen und Silbernen Ära, aber auch Wiener Lieder, Wiener Heurigenmusik, Sketche und Parodien.

## Geschichte
Die Operettenbühne Wien wurde zur Saison 1996/97 von dem österreichischen Schauspieler und Operettenbuffo Heinz Hellberg gegründet. Hellberg war Mitglied der Wiener Sängerknaben und lange Jahre Ensemblemitglied der Wiener Volksoper. Die Aufführungen werden im gesamten deutschen Sprachraum gezeigt, schwerpunktmäßig jedoch in Deutschland. Die Operettenbühne Wien gastierte in der Schweiz, Niederlande, Luxemburg, Dänemark, Italien und Frankreich. Sie gab aber auch Gastspiele in der Volksrepublik China und in Japan. Seit ihrer Gründung spielte die Operettenbühne Wien bislang über 2000 Aufführungen.
Zum Repertoire gehören vor allem klassische Werke von Komponisten der Wiener Operette wie Johann Strauß, Carl Millöcker, Carl Zeller, Franz Lehár und Emmerich Kálmán. Daneben kommen auch moderne Revue-Operetten, musikalische Lustspiele und Singspiele zur Aufführung. Zusätzlich finden sich Themenabende und Gala-Konzerte zur Stadt Wien als Operettenmetropole, zum Wiener Lied oder zur Wiener Volksmusik im Programm. Die Wiener Operettenbühne zeigt jährlich jeweils zwei Neuproduktionen, eine in der Frühjahrstournee und die zweite bei der Herbsttournee. Für die Inszenierung, die musikalische Gesamtleitung (teils auch als Dirigent) und die Moderation ist Heinz Hellberg verantwortlich. Hellberg tritt in den Produktionen immer wieder auch als Schauspieler und Sänger auf.
Die Produktionen der Operettenbühne Wien werden mit ausgebildeten Gesangs-Solisten, Chor, einem Ballettensemble und eigenem Live-Orchester, dem Orchester der Operettenbühne Wien, gezeigt. Hellberg gelang es, für seine Produktionen teilweise auch Sänger der Wiener Staatsoper und der Wiener Volksoper zu verpflichten. Die Kostüme stammen in der Mehrheit aus dem Kostümfundus der Österreichischen Bundestheater.
Die erste Produktion der Operettenbühne war im Jahre 1996 Kálmáns Operette Gräfin Mariza. Zu den weiteren bisherigen Produktion der Operettenbühne Wien gehörten u. a. Axel an der Himmelstür (1997), Das Dreimäderlhaus (1998 und 2014), Die lustige Witwe (2001; mit Ulrike Steinsky in der Titelrolle), Sissy (Saison 2002/2003), Pariser Leben (2004), Der Graf von Luxemburg (2006/07 und Frühjahr 2013), Zwei Herzen im Dreivierteltakt (2007), Schwarzwaldmädel (Frühjahr 2008 und Herbst 2012), Ein Walzertraum (2008), Gräfin Mariza (2009), Der Zarewitsch (Frühjahr 2009 und Herbst 2015), Wiener Blut (2009), Im Weißen Rößl (Frühjahr 2010; mit Heinz Hellberg als Zahlkellner Leopold), Paganini (Oktober/November 2010), Der Vetter aus Dingsda  (2010/11), Die Fledermaus (2011), Der Vogelhändler (Frühjahr 2012), Der Zigeunerbaron (Frühjahr 2013), Die Zirkusprinzessin (2014), Maske in Blau (Frühjahrstournee 2015) und Der Bettelstudent (Herbsttournee 2015). In den Inszenierungen übernimmt Susanne Hellberg, Hellbergs Ehefrau, oft die Partie der Soubrette.
Zur Saison 2015/16 feierte die Operettenbühne Wien ihr 20-jähriges Bestehen. Zur Jubiläumstournee 2015/16 wurde eine Neuproduktion der Operette Der Bettelstudent gezeigt. In der Saison 2016/17 sind die Wiederaufnahme der Maske in Blau und eine Neuproduktion der Operette Die Csárdásfürstin geplant.
Seit 1999 gastiert die Operettenbühne Wien alljährlich mit mehreren Vorstellungen bei den Luisenburg-Festspielen in Wunsiedel. Im August 2014 gastierte die Operettenbühne Wien mit der Operette „Die Zirkusprinzessin“ bei den Luisenburg-Festspielen. Im August 2015 wurde dort die Operette Maske in Blau gezeigt. In dieser Produktion übernahm Hellberg auch die Rolle des argentinischen Geschäftsmanns  und schmierigen Verführers Don Pedro del Vargas.
2004 richtete Hellberg mit der Operettenbühne Wien auch die sommerlichen „Wiener Operettenfestspiele“ als Freilichtaufführungen in der Trabrennbahn Krieau im Wiener Prater aus. Die erste Produktion der Wiener Operettenfestspiele war eine Freilichtaufführung der Operette Die Zirkusprinzessin; 2005 folgten als Koproduktion mit der Wiener Stadthalle Freiluftaufführungen von Kálmáns Operette Die Csárdásfürstin; Solisten waren Ulrike Steinsky (Sylva Varescu), Alexandru Badea (Fürst Edwin Ronald), Susanne Fugger (Komtesse Stasi), sowie Kurt Liederer und Hilde Rom (als Fürst und Fürstin von und zu Lippert-Weylersheim). Die Produktion war jedoch nur gering ausgelastet und führte zu hohen Verlusten, die vom Wiener Kontrollamt kritisiert wurden.
Die Inszenierungen der Operettenbühne Wien gelten als konventionell und „werktreu“; sie orientieren sich dabei an der Erwartungshaltung und den Sehgewohnheiten eines im Allgemeinen älteren Abonnement-Publikums. Die Grundstruktur der Urfassung der jeweiligen Operette bleibt stets erhalten. Die Dialoge werden von Hellberg jedoch teilweise modernisiert, umgeschrieben und den Bedürfnissen einer Tourneeproduktion angepasst. Die Operetten werden teilweise auch musikalisch leicht bearbeitet und mit modernen Arrangements versehen; so zuletzt in der Operette Maske in Blau, wo Hellberg mit einer kleinen Big-Band arbeitete. Die Operettenbühne Wien erreichte, nach Angaben ihres Intendanten Heinz Hellberg, in den vergangenen Jahren insgesamt eine Platzauslastung von 95 %.